# Bolhoed Bik
Bolhoed Bik is een stripverhaal uit de reeks van Suske en Wiske. Het is geschreven door Peter Van Gucht en getekend door Wout Schoonis. Het kwam uit als 372ste album in de Vierkleurenreeks op 31 januari 2024.

## Personages
- Suske, Wiske, Lambik, Jerom, tante Sidonia, professor Barabas, Arthur, Cerise Kriek (de moeder van Arthur en Lambik), Barry Bowler, Jack de Pikkert, juwelier Lou Bass, politieagent, mijnheer De Groot, Deborah en haar moeder, André en andere bouwvakkers, Tom, Jeeves (butler),

## Locaties
- België, Londen

## Uitvindingen
- de geheugenscanner en de Teletijdmachine

## Verhaal

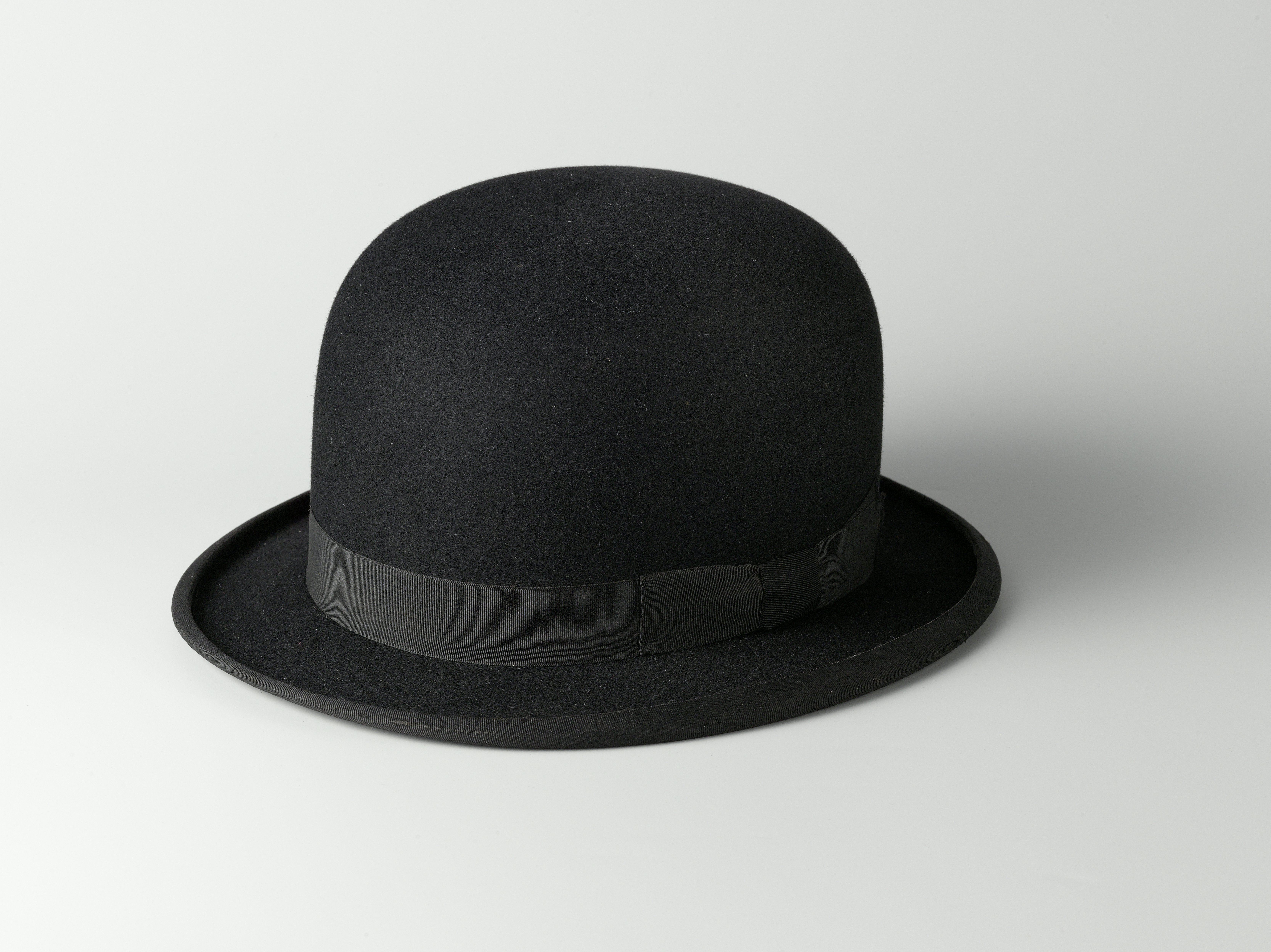
Bolhoed

Suske en Wiske hebben een garageverkoop georganiseerd bij Lambik, omdat ze geld willen inzamelen voor een nieuwe tent voor het zomerkamp van de jeugdbeweging. Lambik raakt door een shock in coma als hij een klein metalen doosje ziet. Professor Barabas gebruikt daarop de geheugenscanner om te achterhalen welk trauma er met dit doosje verbonden is.
De vrienden zien Cerise, de depressieve moeder van Lambik, en Arthur die lijdt aan zoantropie. Lambik heeft zelf altijd gezegd dat hij zijn moeder niet gekend heeft. Arthur denkt dat hij een hond is en Lambik is dol op de strips van Barry Bowler. Hij kleedt zich steeds meer als zijn held en noemt zich Bolhoed Bik. Zijn pogingen om misdaden te bestrijden, mislukken jammerlijk.
Cerise is van plan om te trouwen met Tom, een piloot in het Britse leger. Als Lambik een meisje redt, wordt hij gehuldigd. Zijn moeder is er weer niet bij, zij blijkt bij een vliegtuigongeluk te zijn omgekomen. Arthur denkt voortaan dat hij een vogel is, hij zou zijn moeder gered kunnen hebben als hij kon vliegen.
Via de geheugenscanner zien de vrienden dat Lambik en Jerom het metalen doosje vinden tussen de spullen van hun omgekomen moeder. De vrienden weten dat Lambik en Arthur hun vader uit het gesticht haalden en naar Rotswana vertrokken. Hier woont Arthur nog steeds en inmiddels kan hij echt vliegen dankzij de plant Selderum Aeroplanis.
Professor Barabas besluit Suske en Wiske naar het verleden te sturen, zodat Lambik de puzzel kan oplossen. Vermomd zoeken Suske en Wiske Lambik in het verleden op. Ze noemen zich Sim en Sam en ontdekken dat Lambik inmiddels loodgieter is geworden. Ze zetten Lambik ertoe aan het doosje te openen. Er blijkt een briefje in te zitten met daarop een adres in Londen, waarop ze besluiten om daarheen af te reizen.
In Londen worden ze opgewacht door een butler, die hun een krant geeft met een volgende aanwijzing; ze vertrekken naar de wijk Waterloo. Ze ontdekken dat er ook een nummerbord van een bus als aanwijzing is achtergelaten. Als Lambik op de bus wil stappen, trapt een oudere dame hem naar buiten toe. Ze kunnen met wat moeite toch de opdracht uitvoeren en gaan naar een dierenbegraafplaats, maar de mysterieuze dame blijft hen volgen.
De volgende plek die door de puzzel gevonden wordt, is een pub met de naam Grenadier. Daar zien ze Jeeves, die neergeslagen is. De volgende puzzel brengt ze naar een standbeeld van de duke, 42 meter boven de grond staat een theepot. Lambik ontdekt dat daar een vergrootglas in zat, het was ooit van Barry Bowler. Lambik weet nu dat zijn moeder wel van hem hield, ze had deze hele speurtocht voor hem gemaakt. De mysterieuze figuur pakt het vergrootglas en gaat ervandoor, maar kan niet ontkomen. Het blijkt de dochter van Barry Bowler te zijn. Hij raakte zijn fortuin kwijt nadat zijn vrouw overleed en ze wilde Squint, zijn vergrootglas, kopen. Toen ze ontdekte dat de moeder van Lambik het vergrootglas net iets eerder had gekocht, bedacht ze een plan om het terug te krijgen. Lambik geeft het vergrootglas aan de vrouw, hij heeft genoeg aan het briefje dat zijn moeder erbij stopte en weet hoe het voelt om een ouder te verliezen.
In het heden wordt Lambik weer wakker. Als gevraagd wordt of hij zijn moeder kende, vertelt hij dat het een geweldige vrouw was. Hij vertelt ook dat Arthur komt vanuit Afrika. Ze willen Sim en Sam zoeken, die hen in het verleden zo goed hebben geholpen.